# Лама (буддизм)

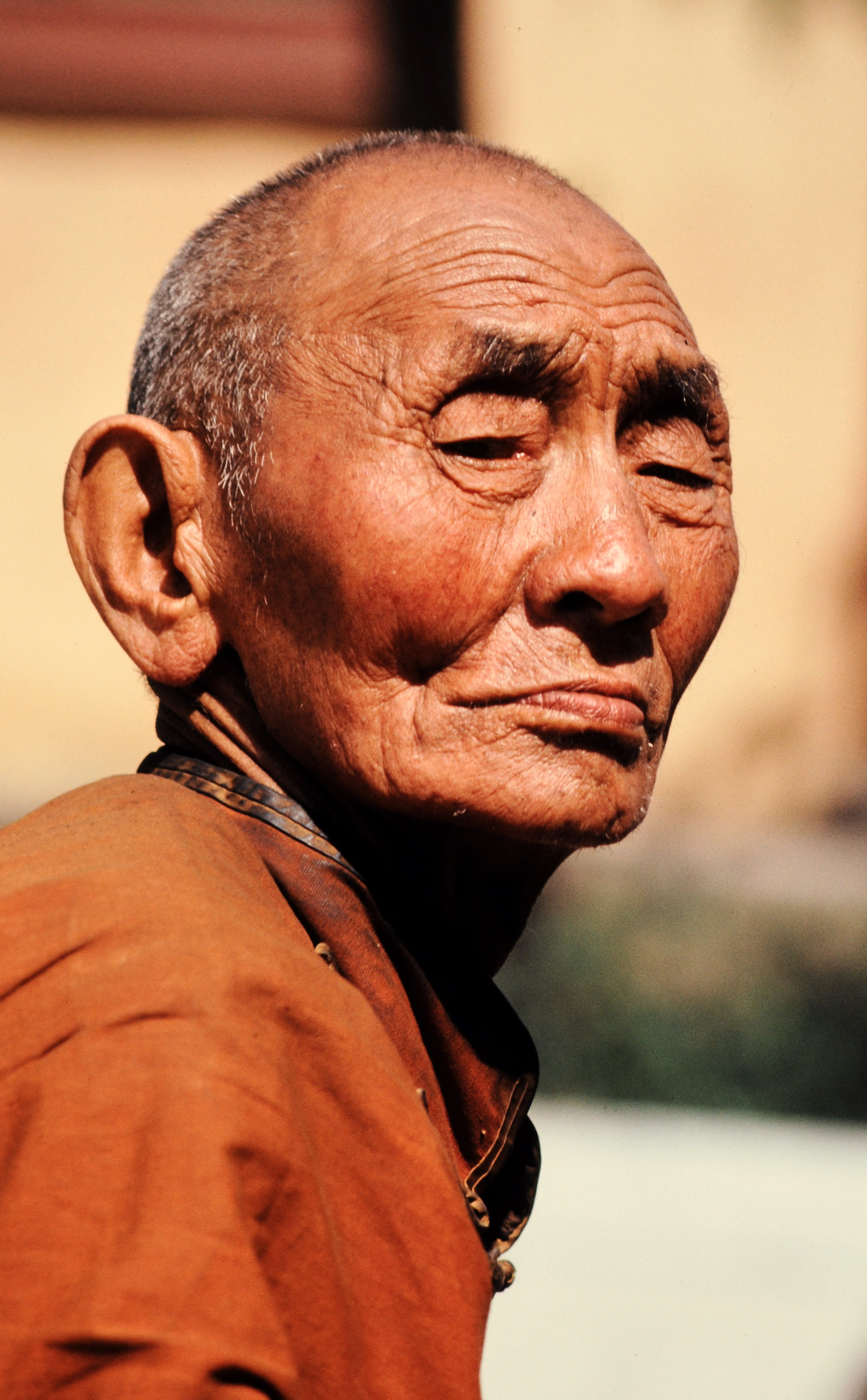
Монгольський лама

Ла́ма (тиб. བླ་མ་, Вайлі:bla ma) — в тибетському буддизмі — релігійний вчитель. Ця назва близька санскритському поняттю «гуру» та може бути використано як шанобливе звернення до монаха для того, щоб підкреслити рівень їх духовної досконалості та майстерності, або може бути частиною титулу в релігійній ієрархії тибетських лам, як то: Далай-лама, Панчен-лама (Тулку).
Тибетський буддизм часто називався ламаїзмом, оскільки західні вчені та мандрівники не сприймали тибетський буддизм як одну з форм буддизму взагалі. В теперішній час термін ламаїзм хоча і вважається некоректним, проте лишається широко вживаним.

## Роль лами
Роль лами — виявити учня, та навчити його практиці.
«Буддійський учитель повинен мати якості справжнього співчуття і глибокого знання Дхарми (Вчення Будди). Крім того, лама не тільки ділиться своїм знанням — він повинен практикувати те, що вчить, і довіряти тому, що передає іншим», — вказує Трінле Тхае Дордже.